# Perigramma griseolimitata
Perigramma griseolimitata là một loài bướm đêm trong họ Geometridae.